# 华北油田
华北油田是中国大陆地区的一个大型石油天然气田，主要分布于河北省，其所在的河北省单列准行政管理区为华北油田地区。华北油田目前由中国石油天然气股份有限公司华北油田公司负责油气的勘探、开采、储运。其注册油气勘探区域主要集中在冀中地区、内蒙古中部地区和冀南—南华北地区等三大探区、山西省沁水盆地，负责对陕西省长庆煤层气地区的勘探与开采，投资建设新疆维吾尔自治区内陆部分油气田并管理华北五省、市、自治区的油气储备与运输。

## 历史
华北油田的勘探开发建设始于20世纪70年代。1975年7月任4井获得高产油流，宣告华北油田诞生。1976年1月成立华北石油会战指挥部，1981年6月更名为华北石油管理局。1999年10月重组分立为华北石油管理局和华北油田公司。2008年2月重组整合为华北油田公司。华北油田第一个确立了“古潜山”、“新生古储”新概念新理论。

## 行政区划

### 管理机关
华北石油管理局为华北油田地区准行政管理机构，隶属于原中华人民共和国石油工业部，为厅（司）局级单位，行政及业务工作由副部长担任。1976年的石油大会战组建了华北石油管理局，承担着华北地区油气勘探及开采职责，是在自己所辖的油田矿区内，依照相关法律、法规，自行管理内部的行政、司法事务（2004年，根据《国务院办公厅关于中央企业分离办社会职能试点工作有关问题的通知》要求，中国石油天然气集团公司、华北石油管理局与河北省人民政府签署《移交协议》，将华北油田在河北省境内的除公安系统以外的检察院、法院等司法部门一并取消），是实行计划单列的特殊社会行政组织。华北油田地区行政级别为地级，为河北省单列管辖区，由河北省人民政府与中华人民共和国国务院国有资产监督管理委员会及其中国石油天然气集团公司共同垂直领导管理。华北油田地区享有独立的公安管辖权（冀中公安局），其社会保险、教育（招生事务）、医疗、医疗保障、疾控、金融、生产、征兵工作、住房建设、体育竞技、红十字会救助、禁毒工作等事务均为单列管理。
中国石油天然气集团公司华北油田公司勘探开发领域集中在冀中、内蒙古自治区中部、山西省沁水盆地、大同盆地等四大探区，现有员工4.2万余人，下属二级单位40个，机关职能部门14个，直属机构16个，附属单位6个。矿区职工家属共25万多人，分布在河北省、内蒙古自治区、天津市、山西省等4个省（市、自治区）的10余个市县的22个生活基地。

### 下辖政区
华北石油管理局辖区内有下列社区居民委员会：

## 经济

### 油气产量
- 1975年华北石油会战，7月，任四井获得高产油流，宣告华北油田诞生。不到一年时间就建成年产1000万吨的生产规模，实现了当年勘探、当年建设、当年开发、当年收回国家投资的“四个当年”，创造了中国石油开发史上前所未有的高速度。1978年原油产量达到1723万吨，位居全国第三位，并连续10年稳产在1000万吨以上。1979年的年产1733万吨，为历史最高纪录。

但是，由于潜山油藏具有产量高、递减快的特殊性，从1987年开始华北油田产量大幅度下降，2004年为432万吨，为历史最低。为最高年产量的1/4。单井日产量由2009年的平均2.8吨上升到2010年初的3.0吨。
- “十五”期间，华北油田地勘队伍在二连盆地巴音都兰凹陷、乌里雅斯太及冀中饶阳凹陷留西地区，发现3个5000万吨级规模的岩性油藏。随后，华北油田的富油凹陷二次精细勘探，2005年以来相继发现饶阳、文安斜坡、阿尔等一批规模整装储量，以及牛东、长洋店、孙虎等一批潜山优质储量，又一次攀上储量增长高峰。截至2012年年底，华北油田“十五”以前投入开发的老油田平均采收率达30%以上。
- 2011年，华北油田油气当量产量超过510万吨。截至2013年年初，华北油田储采平衡系数已连续14年大于1。

按照目标规划，到2020年华北油田要实现油气当量800万吨的目标。为此，华北油田已获煤层气矿权面积9074平方公里，资源总量达到2万亿立方米，建产能21亿立方米，年产商品气量8亿立方米。